# Српски сатирични стрип
Српски сатирични стрип, онај који исмева негативне појаве у друштву и код појединаца, у свом модерном облику има традицију од друге половине 19. века, а нарочито је био развијен у Краљевини Југославији. У осамдесетим је почео своју ренесансу преко омладинске и политичке штампе.
Данас представља један од највиталнијих и најутицајнијих жанрова у српском стрипу и новинарству.

## Стрипографија
Напомена: разврстано по издању
- Багер, часопис за сатирични стрип: група аутора, десетине стрипова, Београд
- Блиц, дневник: серијал „Блиц стрип“, сценарио и цртеж Марко Сомборац, Београд, 2005—
- Вечерње новости, дневник: серијал „Тоша“, Тошо Борковић, Београд
- Вождовачке новине: Миодраг Крстић, Београд
- Видици: више аутора и стрипова, Слободан Ивков и др, Београд, 1970-их и 1980-их.
- Глас Црногорца, дневник: серијал, Симон Вучковић, Подгорица
- Дан, дневник: серијал, Симон Вучковић, Подгорица
- Данас, дневник: серијал, Сабахудин Мурановић — Муран, Београд
- Демократија, дневник: серијал, Душан Гађански, Београд
- Јеж, хумористички часопис: група аутора, више стрипова, Београд
- Информер: серијал „Стрипформер“, сценарио разних писаца, цртеж Синиша Радовић и Раде Товладијац, Београд, 2012—
- Курир, дневник: серијал, Душан Гађански, Београд
- Наша крмача, хумористички часопис: Миленко Михајловић, Жељко Пахек и други, више стрипова, Београд
- Наша реч, недељник: серијал „Боцко“, Миодраг Величковић — Мивел, Лесковац
- Наше новине, дневник: серијал, сценарио Михаило Меденица, цртеж Вујадин Радовановић, Београд, 2013.
- НИН: серијали, 1) Миленко Михајловић, 2) Марко Сомборац и Горан Рајшић, други, Београд
- Ошишани јеж, хумористички часопис: серијал „Стојадин“, сценарио Мића Димитријевић и Љубинка Бобић, цртеж Момчило Мома Марковић, Београд, 1935–1941.
- Прес, дневник: серијал „Смешна страна српске стварности“, сценарио Михаило Меденица, цртеж Душан Гађански, Синиша Радовић, Бојан М. Ђукић, Асканио Поповић, Стево Маслек и Раде Товладијац, Београд, 2006-2011.
- Србијин Забавник, зидне сатиричне новине: серијал, сценарио и цртеж разних аутора, „Двери - Покрета за живот Србије“, 2011–
- Српска реч: серијал, Миодраг Крстић, Београд
- Студент: серијал, Миленко Михајловић, Београд, 1980-их.